# Harmonikus rezgőmozgás

Harmonikus rezgőmozgás

Harmonikus rezgőmozgásnak nevezzük a két szélsőérték között, szinuszos periodicitással végzett mozgást. Szemléletesen, ha egy rugóhoz rögzített testet kitérítünk nyugalmi helyzetéből és magára hagyjuk, a test két a szélső helyzet között periodikusan ismétlődő mozgást végez majd. (Itt a testet pontszerűnek tekintjük, és csak kis mértékben térítjük ki nyugalmi helyzetéből, így nem okozunk maradandó alakváltozást a rugóban. A mozgás leírása során a külső erők hatását (pl. közegellenállás) elhanyagoljuk.)
Vannak nemharmonikus rezgőmozgások is, ezek közül legfontosabbak a csillapított rezgések.

## A mozgás jellemzése

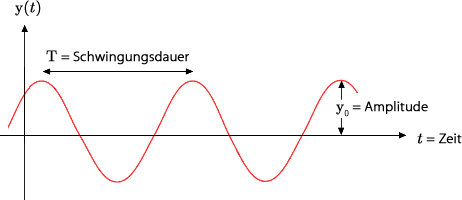
Harmonikus rezgőmozgás

- A test nyugalmi helyzettől való legnagyobb kitérését amplitúdónak nevezzük. Jele: A, mértékegysége: m (méter).
- A periódusidő vagy rezgésidő az egy teljes rezgés megtételéhez szükséges idő. Jele: T, mértékegysége: s (másodperc).
- A rezgésszám a t idő alatt megtett rezgések száma, jele: N, mértékegység nélküli mennyiség.
- A rezgés frekvenciája az időegység alatt megtett rezgések száma. Jele: f vagy {\displaystyle \nu }, mértékegysége: {\displaystyle {\frac {1}{s}}=Hz} (hertz). {\displaystyle f={\frac {1}{T}}={\frac {N}{t}}}
- A körfrekvencia jele: {\displaystyle \omega }, mértékegysége: rad/s (nem összetévesztendő a rezgés frekvenciával, melynek mértékegysége 1/s = Hz). {\displaystyle \omega ={\frac {2\pi }{T}}=2\pi f}
- A kezdőfázis jele: {\displaystyle \phi _{0}}, mértékegység nélküli mennyiség.

## Kinematikai leírás
Kitérés-idő függvény: {\displaystyle x(t)=A\cdot \sin(\omega t+\varphi _{0})}

Sebesség-idő függvény: {\displaystyle v(t)=A\omega \cdot \cos(\omega t+\varphi _{0})}

Gyorsulás-idő függvény: {\displaystyle a(t)=-A\omega ^{2}\cdot \sin(\omega t+\varphi _{0})=-\omega ^{2}x}

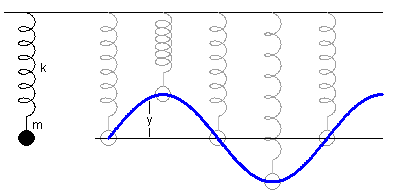
Kitérés-idő grafikon

Kitérés, sebesség, gyorsulás

A harmonikus rezgőmozgást végző test gyorsulása egyenesen arányos a kitéréssel, és azzal ellentétes irányú. A sebesség és a gyorsulás is periodikus függvénye az időnek.
A sebesség maximuma a sebességamplitúdó: {\displaystyle v_{max}=A\omega }

A gyorsulás maximuma a gyorsulásamplitúdó: {\displaystyle a_{max}=-A\omega ^{2}}

### Az egyenletes körmozgás és a harmonikus rezgőmozgás kapcsolata
Figyeljünk meg egy egyenletes körmozgást és egy harmonikus rezgőmozgást végző tömegpontot! A körmozgást állítsuk be úgy, hogy a sugara egyezzen a rezgés  amplitúdójával, és periódusidejük megegyezzen. Ha oldalról (a körmozgás síkjából) egymás mellé vetítjük a két tömegpont árnyékát, azonos kezdőfázis esetén a két árnyék együtt mozog, mindkettő harmonikus rezgőmozgást végez.
|  |  |

## Dinamikai leírás
A harmonikus rezgőmozgást a pont egyensúlyi helyzetétől mért kitérésével egyenesen arányos, és azzal ellentétes irányú erő, az úgynevezett harmonikus erő hozza létre: {\displaystyle F=-Dx}, ahol D rugóállandó vagy direkciós állandó.
A dinamika alapegyenlete: {\displaystyle m{\ddot {x}}=-Dx}.
A differenciálegyenlet megoldásaként olyan függvényt keresünk, melynek idő szerinti második deriváltja arányos magával a függvénnyel. Ilyen pl. a szinusz- és a koszinuszfüggvény.
Az egyenlet megoldása: {\displaystyle x(t)=A\cdot \sin(\omega t+\varphi )}, ahol a körfrekvencia {\displaystyle \omega ={\sqrt {\frac {D}{m}}}}, a periódusidő {\displaystyle T=2\pi {\sqrt {\frac {m}{D}}}}.

## Harmonikus oszcillátor energiája
Egy harmonikus oszcillátornak, attól függően, hogy pályája melyik pontjában található lehet csak helyzeti (potenciális) energiája (maximális kitérés esetén), csak mozgási energiája (egyensúlyi ponton való áthaladáskor), vagy egyszerre mindkettő.
{\displaystyle E=E_{p}+E_{k}}, ahol a két energiát ki lehet fejteni, mint
{\displaystyle E_{p}={\frac {Dx^{2}}{2}}={\frac {kA^{2}sin^{2}(\omega _{0}t+\varphi _{0})}{2}}}
és
{\displaystyle E_{k}={\frac {mv^{2}}{2}}={\frac {m\omega _{0}^{2}A^{2}cos^{2}(\omega _{0}t+\varphi _{0})}{2}}}
Tudva, hogy {\displaystyle \omega _{0}} körfrekvenciára érvényes az {\displaystyle \omega _{0}^{2}={\frac {k}{m}}} összefüggés, az előző egyenlet egyszerűbb alakra hozható. Vagyis,
{\displaystyle E={\frac {kA^{2}(cos^{2}(\omega _{0}t+\varphi _{0})+sin^{2}(\omega _{0}t+\varphi _{0}))}{2}}={\frac {kA^{2}}{2}}}.
A végeredmény értelmezhető a körfrekvenciával is, ekkor az előző kifejezés a következőképp módosul: 
{\displaystyle E={\frac {m\omega _{0}^{2}A^{2}}{2}}},
ami átírható az
{\displaystyle E={\frac {mv^{2}}{2}}} alakra is.
Az energia {\displaystyle E={\frac {kA^{2}}{2}}} és {\displaystyle E={\frac {m\omega _{0}^{2}A^{2}}{2}}(={\frac {mv^{2}}{2}})} alakjaiból levonhatjuk a következő következtetéseket:
1. Az energia időtől független, vagyis állandó
2. A maximális helyzeti energia megegyezik a maximális mozgási energiával
3. Köztes esetben az összenergia {\displaystyle E={\frac {kA^{2}}{2}}}, amely megoszlik, mint a potenciális és mozgási energia összege az adott pillanatban

## Rezgések összetétele

### Egyirányú, azonos frekvenciájú rezgések összetétele
A két rezgés frekvenciája megegyezik, amplitúdójuk és kezdőfázisuk eltérhet. A két rezgés kitérés-idő függvénye:
{\displaystyle x_{1}(t)=A_{1}\cdot \sin(\omega t+\varphi _{1})}
{\displaystyle x_{2}(t)=A_{2}\cdot \sin(\omega t+\varphi _{2})}
Az eredő mozgás kitérés-idő függvénye:
{\displaystyle x(t)=A_{1}\cdot \sin(\omega t+\varphi _{1})+A_{2}\cdot \sin(\omega t+\varphi _{2})=A\cdot \sin(\omega t+\delta )},

ahol az eredő amplitúdó {\displaystyle A={\sqrt {A_{1}^{2}+A_{2}^{2}+2A_{1}A_{2}\cos(\varphi _{2}-\varphi _{1})}}} és az eredő kezdőfázis {\displaystyle \delta =\arctan {\Biggl (}{\frac {A_{1}\sin \varphi _{1}+A_{2}\sin \varphi _{2}}{A_{1}\cos \varphi _{1}+A_{2}\cos \varphi _{2}}}{\Biggr )}}.
Speciális esetek
- Maximális erősítés
Amikor {\displaystyle \varphi _{1}=\varphi _{2}}, vagyis a rezgések azonos fázisúak, akkor {\displaystyle A=A_{1}+A_{2}}, azaz az eredő rezgés amplitúdója az  összetevő rezgések amplitúdójának összege.
- Maximális gyengítés
Amikor {\displaystyle |\varphi _{2}-\varphi _{1}|=\pi }, vagyis a rezgések ellentétes fázisúak, akkor {\displaystyle A=|A_{1}-A_{2}|}, azaz az eredő rezgés amplitúdója az összetevő rezgések amplitúdójának különbsége. Ha az ellentétes fázisú rezgések amplitúdója megegyezik, A=0, a két rezgés épp kioltja egymást.

### Egyirányú, különböző frekvenciájú rezgések összetétele
A két rezgés frekvenciája különbözik, amplitúdójuk és kezdőfázisuk eltérhet. Egy egyszerűsített esetet vizsgálunk, amikor az amplitúdók és a kezdőfázisok megegyeznek. A két rezgés kitérés-idő függvénye:
{\displaystyle x_{1}(t)=A\cdot \sin(\omega _{1}t)}
{\displaystyle x_{2}(t)=A\cdot \sin(\omega _{2}t)}
Az eredő mozgás kitérés-idő függvénye:
{\displaystyle x(t)=A\cdot \sin(\omega _{1}t)+A\cdot \sin(\omega _{2}t)=2A\cdot \cos({\frac {\omega _{1}-\omega _{2}}{2}}t)\sin({\frac {\omega _{1}+\omega _{2}}{2}}t)}.
Az amplitúdó {\displaystyle A^{*}=2A\cdot \cos({\frac {\omega _{1}-\omega _{2}}{2}}t)}.
Az amplitúdó az idő függvényében periodikusan változik, ezt lebegésnek nevezzük. 

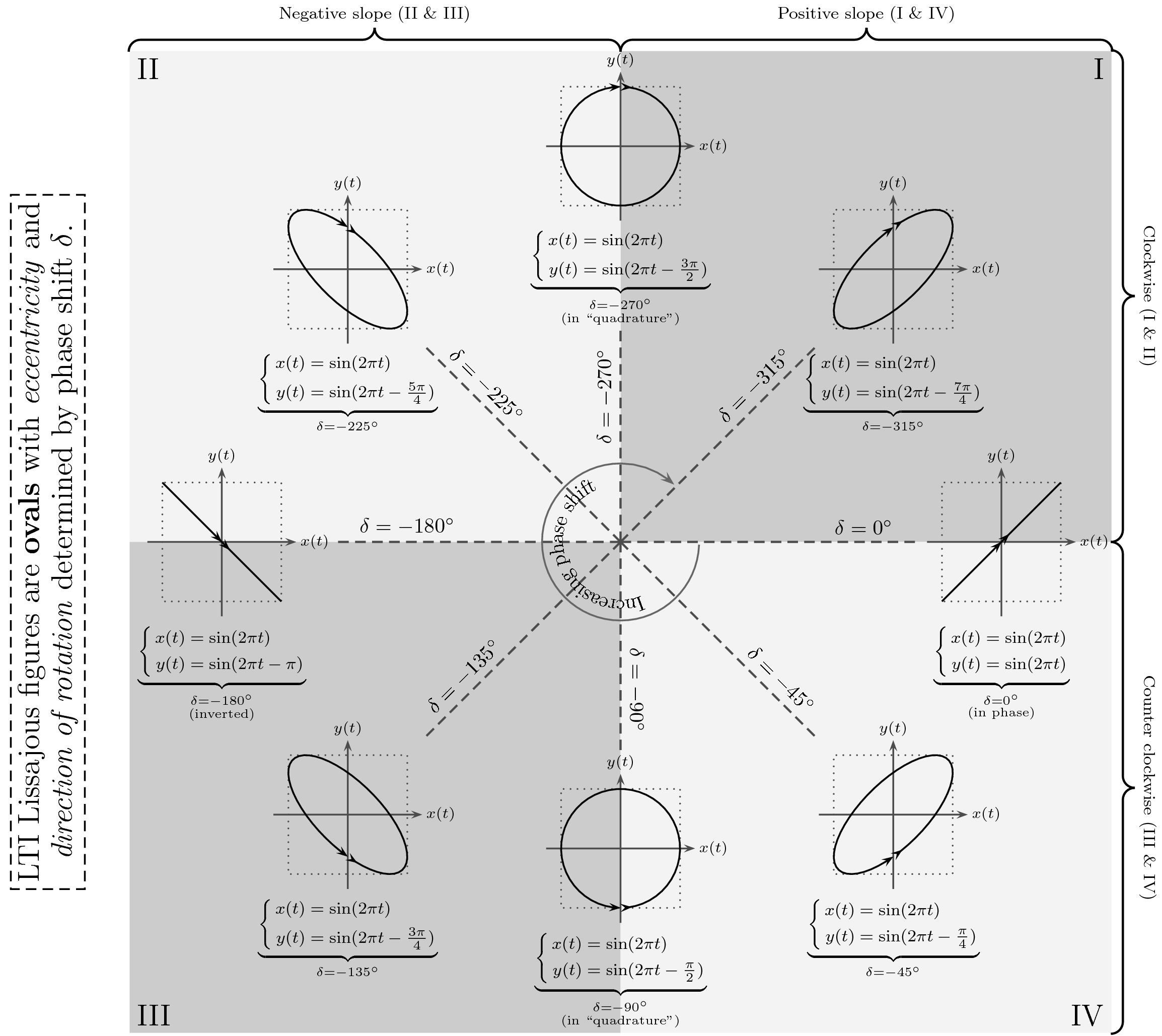
Eredő pályák A=B esetén

### Merőleges, azonos frekvenciájú rezgések összetétele
A két rezgés frekvenciája megegyezik, amplitúdójuk és kezdőfázisuk eltérhet. A két rezgés kitérés-idő függvénye:
{\displaystyle x(t)=A\cdot \sin(\omega t)}
{\displaystyle y(t)=B\cdot \sin(\omega t+\delta )}
Az eredő mozgás pályája: {\displaystyle {\frac {x^{2}}{A^{2}}}+{\frac {y^{2}}{B^{2}}}-2{\frac {xy}{AB}}\cos \delta =\sin ^{2}\delta }. Ez egy ellipszis egyenlete.
Az ellipszis tengelyének iránya {\displaystyle \delta } fáziskülönbségtől függ.

### Merőleges, különböző frekvenciájú rezgések összetétele
A két rezgés frekvenciája különbözik, amplitúdójuk és kezdőfázisuk eltérhet. A körfrekvenciák aránya ({\displaystyle \omega _{1}:\omega _{2}}) alapján két esetet különböztetünk meg:
- Ha a két körfrekvencia aránya racionális, az eredő rezgés periodikus és a pálya zárt. Ezeket a görbéket Lissajous-görbéknek nevezzük.

|  |  |  |  |

|  |  |  |  |

- Irracionális arányú körfrekvenciák esetén a pályagörbe nem záródik.